# Феерна геригона
Феерна геригона (Gerygone palpebrosa) е вид птица от семейство Acanthizidae.

## Разпространение
Видът е разпространен в Австралия, Индонезия и Папуа Нова Гвинея.